# Parcul Național Virunga
Parcul Național Virunga se află în nord-estul Republicii Democratice Congo din Africa, fiind înființat în anul 1925. Fiind primul parc național din Africa, a devenit parte din Patrimoniul Mondial UNESCO în 1979.